# Лепьошкино (Сернурський район)
Лепьо́шкино (рос. Лепёшкино, марій. Лепёшкин) — присілок у складі Сернурського району Марій Ел, Росія. Входить до складу Дубниківського сільського поселення.

## Населення
Населення — 48 осіб (2010; 51 у 2002).
Національний склад (станом на 2002 рік):
- марі — 51 %
- росіяни — 49 %